# William Robert Ogilvie-Grant
William Robert Ogilvie-Grant (* 25. März 1863 in Easter Elchies, Morayshire, Schottland; † 26. Juli 1924 in Farley Cottage, bei Reading, England) war ein schottischer Ornithologe.

## Leben und Wirken
Grant, der seit ca. 1901/02 den Namen Ogilvie-Grant verwendete, trat mit 19 Jahren in den Dienst des Britischen Museums. Im Jahr 1890 heiratete er Maud Louisa Pechell, älteste Tochter von Vizeadmiral Mark Pechell. Im Ersten Weltkrieg wurde Ogilvie-Grant schwer verwundet. Er verfasste viele wissenschaftliche Werke und unternahm Forschungsreisen, u. a. 1898 mit Henry Ogg Forbes nach Sokotra und Abd al-Kuri. Ogilvie-Grant war Mitbegründer der Society for the Promotion of Nature Reserves.
Ogilvie-Grant war von 1909 bis 1918 Kurator für Vögel am Britischen Museum.

## Dedikationsnamen
Oscar Neumann ehrte in 1903 im Namen des Grantbaumhopfs (Phoeniculus granti).

## Werke
- On a new Species of Guinea fowl. In: The Ibis (= 6). Band 6, Nr. 24, 1894, S. 535–538 (biodiversitylibrary.org).
- Mr. W. R. Ogilvie-Grant exhibited specimens of two apparently undescribed birds from the Owen Stanley Museum in S. E. New Guinea. In: Bulletin of the British Ornithologists' Club. Band 5, Nr. 200, 1895, S. XV (biodiversitylibrary.org).
- The Expedition to Sokotra. IV Descriptions of three new species of butterflies – Liverpool: Bulletin of the Liverpool Museums, 1899
- Arthropoda. Insecta: Lepidoptera - I. Rhopalocera. In: HO Forbes: Natural history of Sokotra and Abd-el-Kuri : Being the report upon the results of the conjoint expedition to these islands in 1898-9, by Mr. W.R. Ogilvie-Grant, of the British Museum, and Dr. H.O. Forbes, of the Liverpool Museums, together with information from other available sources. Forming a monogragh of the islands – Liverpool: Bulletin of the Liverpool Museums, 1903
- Mr. W. R. Ogilvie-Grant said that with the assistance of Mr. Claude Grant he had now been able to make a more thorough examination of the fine collection of birds formed by the Members of the B.O.U. Expedition to Dutch New Guinea. In: Bulletin of the British Ornithologists’ Club. Band 29, Nr. 173, 1911, S. 25–29 (biodiversitylibrary.org).
- Exhibition and description of a new subspecies of Grosbeak, Rhynchostruthus percivali yemenensis, from the mountains of S. Yemen – Bulletin of the British Ornithologists' Club, 1913
- Report of a new race of Palm Dove – Bulletin of the British Ornithologists' Club, 1914
- W. R. Ogilvie-Grant sent descriptions of three new subspecies of Parrots. In: Bulletin of the British Ornithologists' Club. Band 35, Nr. 200, 1915, S. 11–13 (biodiversitylibrary.org).
- Report on Birds collected by the British Ornithologists’ Union Expedition and the Wollaston Expedition in Dutch Guinea. In: The Ibis (= Jubilee Supplement No. 2 Tenth Series). Band 2, 1915, S. 1–336 (biodiversitylibrary.org).